# Wyseby House
Wyseby House ist eine Villa nahe der schottischen Ortschaft Kirtlebridge in der Council Area Dumfries and Galloway. 1971 wurde das Bauwerk in die schottischen Denkmallisten in der Kategorie B aufgenommen. Ebenso sind der zugehörige Bauernhof sowie die Lodge Kategorie-B-Bauwerke. Während die Gärten als Kategorie-C-Bauwerk klassifiziert sind, wurden die Stallungen in die höchste Denkmalkategorie A aufgenommen.

## Beschreibung
Die Villa liegt östlich der Streusiedlung Kirtlebridge. Das dreistöckige Gebäude wurde im frühen bis mittleren 18. Jahrhundert erbaut. Ein Anbau an der Nordseite stammt aus dem 19. Jahrhundert. Ursprünglich war die ostexponierte Frontseite drei Achsen weit, durch den Anbau wurde die Symmetrie jedoch gebrochen. Die Eingangstüre ist mit Architrav, Fries und Gesimse gestaltet. Das Vordach mit seinen dorischen Säulen stammt aus dem 19. Jahrhundert. Das Fenster darüber ist ähnlich der Eingangstüre ornamentiert. Das Gebäude schließt mit einem schiefergedeckten Halbwalmdach.

## Bauernhof

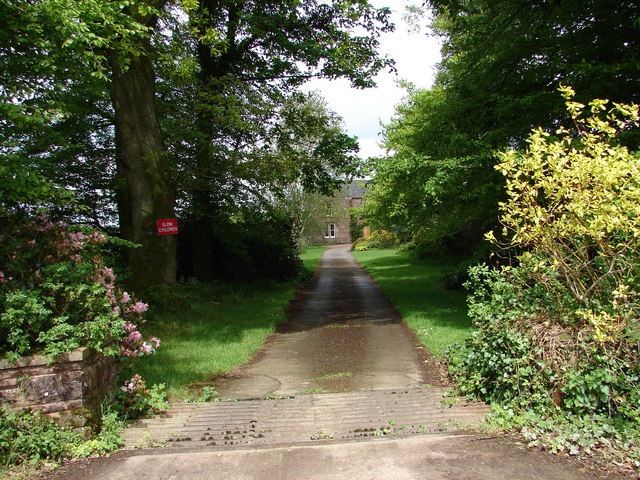
Zufahrt zu dem Bauernhof

Der Bauernhof liegt rund 900 m nordöstlich von Wyseby House. Die Keimzelle des Hofes entstand im Jahre 1798 und wurde in mehreren Bauphasen, unter anderem um 1840 und 1901, erweitert. Mit Ausnahme der freistehenden Scheune sind die Gebäude zu einem Komplex zusammengefasst. Das zweistöckige Bauernhaus gehört zu den ältesten Gebäudeteilen. Sämtliche Dächer sind mit Schiefer eingedeckt.

## Lodge
Die an einem Zufahrtsweg nördlich von Wyseby House gelegene Lodge stammt aus dem frühen 19. Jahrhundert. Ursprünglich wies das einstöckige Gebäude einen L-förmigen Grundriss auf, der jedoch durch einen Anbau aus dem mittleren 20. Jahrhundert erweitert wurde. Nördlich flankieren zwei ornamentierte Torpfosten den Zufahrtsweg, an denen schmiedeeiserne Torflügel eingehängt sind. Sie weisen einen quadratischen Grundriss auf und sind mit Gesims und abschließender Kugel gestaltet. Ein weiteres Tor für den Fußgängerverkehr wurde im 20. Jahrhundert hinzugefügt.

## Gärten
Die nördlich der Villa gelegenen Gärten wurden vermutlich in der zweiten Hälfte des 18. Jahrhunderts angelegt. Eine hohe Bruchsteinmauer mit abschließenden Deckplatten umfriedet das längliche Areal. Die Gärten sind heute nicht mehr gepflegt. An der Westseite wurde eine weite Zufahrt in der Mauer geschaffen. Diese bietet Zugang zu dem modernen Gebäude, das innerhalb der Umfriedung errichtet wurde. Im Südwesten grenzt die Umfriedungsmauer an die Stallungen an.

## Stallungen
Die im mittleren 18. Jahrhundert erbauten Stallungen besitzen einen L-förmigen Grundriss mit einem freistehenden Gebäude an der Nordkante. Ihr aus Bruchstein bestehendes Mauerwerk ist gekalkt mit schwarz abgesetzten Faschen. Die Ausnahme bildet hierbei der im frühen 19. Jahrhundert hinzugefügte Taubenturm an der Nordseite. Die Eingangsöffnungen sind teils mit Segmentbögen gearbeitet. Ebenerdig wurde in dem dreistöckigen Taubenturm ein Gewölbe errichtet. Das zentrale Hühnerhaus mit zwei Ebenen Nistkästen ist über eine Vortreppe zugänglich. Für Tauben sind Einfluglöcher in das Mauerwerk eingelassen und Nistkästen im Inneren installiert. Der Turm schließt mit einem polygonalen Dach mit Wetterfahne.